# 하야시 가호

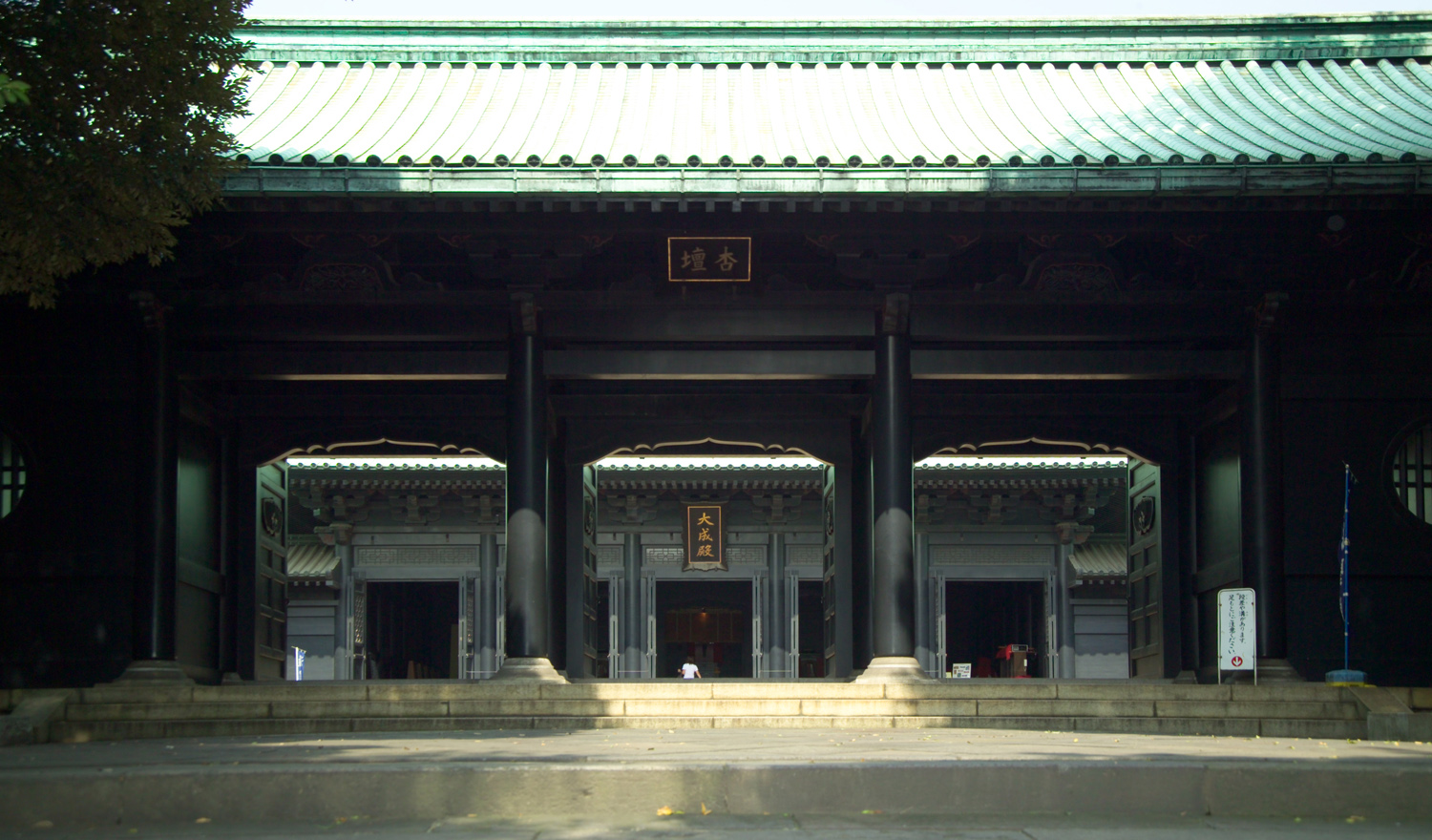
하야시 가호의 사당. 일본에서 보기 드물게 유교식으로 조성되어 있다.

하야시 가호(일본어: 林 鵞峰, 겐나 4년 5월 29일(1618년 7월 21일) - 엔호 8년 5월 5일(1680년 6월 1일))는, 일본 에도 시대 전기의 유학자이다. 
하야시 라잔(林羅山)의 3남으로 이름은 마타사부로(又三郎), 하루카쓰(春勝), 요(恕). 자(字)는 자화(子和)・지도(之道). 호는 슌사이(春斎), 가호, 향양헌(向陽軒) 등이다.

## 인물・약력
교토 출신으로 나와 갓쇼(那波活所)에 사사하고, 그 후 아버지 라잔처럼 에도에 출사해 막부를 섬겼다. 라잔이 사망한 뒤인 메이레키 3년(1657년) 린케를 이어받아 막부 정치에 참여하게 되었다. 간분 3년(1663년), 4대 쇼군 도쿠가와 이에쓰나(徳川家綱)에게 오경을 강의하였으며, 우에노(上野)의 시노부가오카(忍岡)에 있던 그의 학숙이 홍문원(弘文院)이라는 이름을 받게 되면서 홍문원학사라 불리게 되었고, 소송 관계 · 막부 외교 기밀 업무를 맡았다. 
가호의 어머니인 아라카와 가메(荒川龜)는 메이레키 2년(1656년)에 사망하였는데, 가메의 장의(葬儀)를 《문공가례》(文公家禮) 즉 《주자가례》에 입각한 유교적 예식 절차에 의해 행하였으며 그 기록을 메이레키 3년(1657년) 3월 《읍혈여적》(泣血余滴)으로 정리하였다. 상권17엽, 하권25엽으로 동년 4월에 탈고되어 3년 후인 만치 2년(1659년) 7월 라잔의 동문(同門)으로 라잔과는 같은 후지와라 세이카(藤原惺窩)의 제자였던 이시카와 죠잔(石川丈山)의 지원으로 교토에서 간행된 《읍혈여적》은 유례장법(儒禮葬法) 즉 유교식 장례 절목을 세상에 퍼트리기 위한 목적이 있었으며, 성리학 보편주의에 입각하여 주자학 의례를 일본에도 보급시키려 했던 일본 성리학자들의 선예적(先銳的)인 의도를 볼 수 있다. 이후 메이레키 3년(1657년) 라잔이 사망하였을 때, 반지 4년(1661년)에 도쿠사이(가호의 동생)가 사망하였을 때 모두 《읍혈여적》의 기술에 따라 장의를 거행하는 등, 린케의 장의는 《읍혈여적》에 기반하여 이루어졌다. 
일본사에 정통하여, 아버지 라잔과 함께 「일본왕대일람」(日本王代一覧), 「본조통감」(本朝通鑑, 「본조편년록」), 「간에이 제가계도전」(寛永諸家系図伝) 등, 막부 초기의 편찬 사업을 주도하였고, 이후 일본의 근세 역사학에 큰 영향을 미쳤다. 가호가 정리한 린케 학숙의 조직은 이후 쇼헤이자카 학문소(昌平坂学問所)의 기초가 되었다.
여러 방면의 관심을 받으며 박학광재한 분야에서의 폭넓은 지식을 발휘했던 아버지 라잔에 비해, 가호는 「본조통감」이나 「일본왕대일람」 등에 있어서 「일본」의 '국체'가 무엇이었는가에 대해 추구하였고 막부 정치의 정통성과 타당성이 어떻게 이루어져 있는지에 대한 추구를 통해 그 지배 이데올로기 형성의 단초를 열었다고도 평가된다.
당시 명청 교체기였던 중국 대륙 왕조 변동기의 소식을 당선(唐船) 즉 일본에 오가는 중국발 무역선의 상인들로부터 접한 정보를 모은 당선풍설서(唐船風説書)를 집성하여 제목을 화이변태(華夷変態)라고 명명하여 편찬한 가호는 엔호 2년(1674년)에 쓴 서문에서, '무렵 동안 오(오삼계) · 정(정성공의 아들인 정경) 각 성에서 치고 일어나 회복의 기미가 있다고는 하나 그 승패는 아직 알 수 없다"며, 동 시대의 삼번의 난이라는 패권 다툼을 접한 뒤에 "만약 그것이 이(夷)가 화(華)로 바꾸는 세태가 이루어진다면, 비록 방역이 다르다고는 하지만 또한 장쾌한 일이 아닌가”라고, 이적인 만주족이 중화가 되는 사태의 초래를, 유쾌하다고 평가했다.
간에이 20년(1643년)의 저서 『일본국사적고』에서 「마쓰시마 이 섬이 바깥으로 작은 섬이 약간 있는데 실로 분지월파(盆池月波)의 경치와 같고, 경치의 아름다움으로 단고의 아마노하시다테와 아키의 이쓰쿠시마로 세 곳이 기이한 관경이 된다」(松島, 此島之外有小島若干、殆如盆池月波之景、境致之佳、與丹後天橋立, 安藝嚴島爲三處奇觀)라고 평하였으며, 이것이 훗날 「일본 삼경」(日本三景)의 유래가 되었다. 
일본에서는 2006년 하야시 가호의 생일인 7월 21일을 「일본 삼경의 날」로 제정하였다.

## 가족
아버지 하야시 라잔은 막부 초창기의 유학자로 유명하다. 큰형과 둘째 형은 요절하였고, 셋째 아들이었던 하루카쓰가 체발한 뒤로 가호(鵞峰)라는 호를 쓰며 라잔의 뒤를 이었다. 
아들 신토쿠는 하야시 집안 3대 당주를 이어, 호를 써서 하야시 호코(林鳳岡)라고 칭했다.
동생 모리카쓰(守勝)는 도쿠코사이(일본어: 読耕斎)라고 호칭했고, 역시 막부에 부름받았다. 도쿠코사이의 자손의 집안은 「제2린케」라고 불렸다(린케 항목 참조).

## 같이 보기
- 본조통감
- 일본삼경